# Hypomasticus garmani
Hypomasticus garmani är en fiskart som först beskrevs av Nikolai Andreyevich Borodin 1929.  Hypomasticus garmani ingår i släktet Hypomasticus och familjen Anostomidae. Inga underarter finns listade i Catalogue of Life.